# Maria McKee
Maria Luisa McKee (Los Ángeles, 17 de agosto de 1964) es una cantante y compositora estadounidense. Es conocida por su trabajo como vocalista de la banda Lone Justice y por su carrera en solitario, especialmente por el éxito de su sencillo de 1990, «Show Me Heaven». Es medio hermana de Bryan MacLean, guitarrista de la banda Love.

## Biografía
McKee fue fundadora de la banda de cowpunk/country rock, Lone Justice, en 1982. La banda publicó dos álbumes y estuvo de gira con U2, actuando de teloneros en multitud de conciertos. Tras su separación se publicaron varios recopilatorios, así como un concierto para la BBC. 
Con 19 años, escribió el tema "A Good Heart" para Feargal Sharkey, que en 1985 alcanzó el número 1 de las listas británicas. Posteriormente, Mckee grabó su propia versión del tema, que fue incluido en el álbum Late December. En 1987 apareció en el videoclip del tema de Robbie Robertson "Somewhere Down the Crazy River" (dirigido por Martin Scorsese) y colaboró haciendo coros en el álbum debut de Robertson en solitario.
En 1989 publicó su álbum debut homónimo, el tema "Show Me Heaven", que aparecía en la banda sonora de la película Days of Thunder, alcanzó el número 1 de las listas de éxitos británicas durante cuatro semanas en 1990. En 1993 publicó You Gotta Sin to Get Saved y en 1996 Life Is Sweet que supuso el debut de McKee como guitarra solista. Este álbum marca un punto de inflexión en su carrera, acercándose a sus raíces roqueras. Los siguientes trabajos, The later three, High Dive, Peddlin' Dreams y Late December se publicaron de forma independiente, producidos en su propio sello discográfico y distribuidos por Cooking Vinyl.
En 1995, Bette Midler incluyó dos temas de McKee en su álbum Bette of Roses, "To Deserve You" y "The Last Time". En 1998, The Dixie Chicks grabaron el tema "Am I the Only One (Who's Ever Felt This Way?)", que fue incluido en el álbum Wide Open Spaces, nominado a los Premios Grammy.
En 2014 McKee participó en el álbum recopilatorio Songs from a Stolen Spring, un proyecto que unió a artistas occidentales con músicos vinculados con la Primavera Árabe. En el álbum, McKee interpretó una combinación Bastard pop de los temas "Ol' Mother Earth" de Tony Joe White y "I Still Exist" de la banda egípcia Massar Egbari.
El 25 de junio de 2019, el New York Times Magazine incluyó a McKee junto a los centenares de artistas cuyas grabaciones originales se perdieron en el incendio de Universal Studios de 2008.

## Discografía

### Con Lone Justice
- Lone Justice (1985)
- Shelter (1986)
- BBC Radio 1 Live in Concert (1993)
- This World Is Not My Home (Grandes éxitos) (1998)
- The Best Of: 20th Century Masters / The Millennium Collection (2003)
- This Is Lone Justice: The Vaught Tapes 1983 (2014)

### En solitario
- Maria McKee (1989)
- You Gotta Sin to Get Saved (1993)
- Life Is Sweet (1996)
- Maria McKee - Ultimate Collection (2000)
- High Dive (2003)
- 20th Century Masters The Millennium Collection: The Best of Maria McKee (2003)
- Gino (2003) (Álbum en directo grabado en el Club Gino de Estocolmo el 1 de mayo de1996)
- Live in Hamburg (2004)
- Peddlin' Dreams (2005)
- Live - Acoustic Tour 2006 (2006)
- Late December (2007)
- Live at the BBC (2008) (Grabado entre 1991 y 1993)
- La Vita Nuova (2020)